# Cardiaspina maniformis
Cardiaspina maniformis är en insektsart som beskrevs av Taylor 1962. Cardiaspina maniformis ingår i släktet Cardiaspina och familjen rundbladloppor. Inga underarter finns listade i Catalogue of Life.